# Oznaki godności
Oznaki godności umieszczane w herbie umożliwiały mu przekazywanie nie tylko informacji ogólnej – o przynależności jego właściciela do stanu szlacheckiego – lecz także szczegółowej: o posiadanych godnościach i funkcjach pełnionych przez posiadacza. Wobec wewnętrznego zróżnicowania szlachty – zwłaszcza zachodnioeuropejskiej – herb musiał wskazywać także na konkretną warstwę stanu szlacheckiego, do której należał jego właściciel. Komunikaty takie przekazywano przy pomocy oznak godności. Spotykamy je głównie przy herbach osobistych, lecz także i państwowych, oraz w XIX- i XX-wiecznej heraldyce miejskiej. Oznaki godności umieszczano nad, lub za tarczą herbową. Były nimi najczęściej ceremonialne nakrycia głowy – korony, infuły itp. – oraz oznaki władzy noszone w dłoniach – laski, pastorały, berła. Oznaka godności w postaci korony rangowej jest stałym elementem polskiego herbu szlacheckiego: umieszczano ją na hełmie jako podstawę klejnotu. W heraldyce polskiej okresu przedrozbiorowego, w związku z rzadkim występowaniem tytułów arystokratycznych, oznaki godności – z wyjątkiem korony szlacheckiej i oznak godności kościelnych – spotykamy sporadycznie, częściej pojawiają się dopiero w XIX stuleciu. Krótko przed rozbiorami zaczęto stosować oznaczenia godności koronnych i ziemskich, najczęściej umieszczane za tarczą lub obok – np. herb generała artylerii oznaczały skrzyżowane lufy armatnie, herb cześnika – kielichy, herb miecznika
- miecze, herb podskarbiego – klucze.
W XIX wieku stosowano często nieformalne oznaki godności – ozdabiając np. herb osoby wojskowej – panopliami.

## Przykłady oznak godności

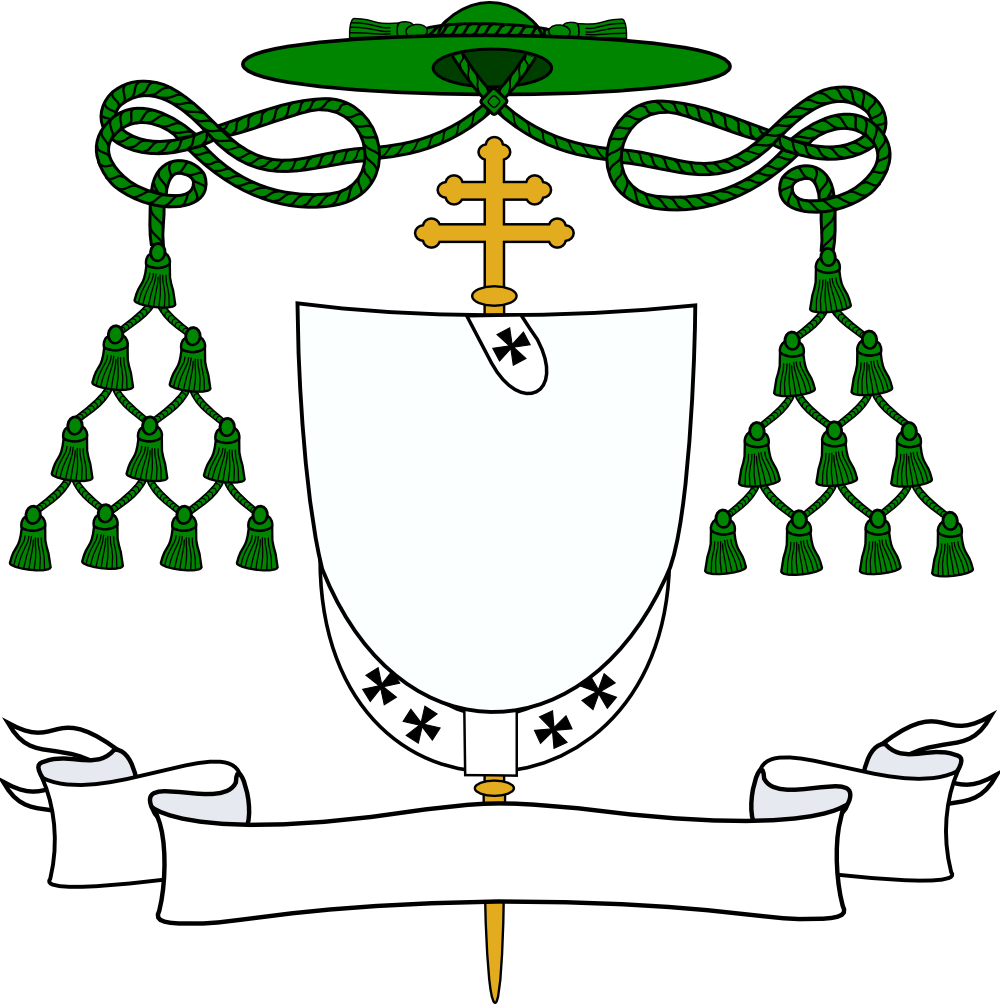
oznaki godności arcybiskupa
oznaka godności kardynała
oznaki godności księcia i Marszałka Francji herb ks. Józefa Poniatowskiego